# Herb gminy Łodygowice
Herb gminy Łodygowice – jeden z symboli gminy Łodygowice, autorstwa Renaty Talik i Marii Dobija, ustanowiony 18 października 2003.

## Wygląd i symbolika
Herb przedstawia na tarczy dzielonej w krzyż w pierwszym polu złotym dwór (zamek) w Łodygowicach, w polu drugim zielonym złote klucze, w polu trzecim zielonym złoty kłos zboża, a w polu czwartym czarną żaglówkę z srebrnym żaglem (Jezioro Żywieckie). Wszystkie pola symbolizują poszczególne miejscowości gminy (odpowiednio: Łodygowice, Pietrzykowice, Bierna i Zarzecze).